# Solomon Pikelner
Solomon Pikelner (n. 6 februarie 1921, Bakı, Republica Sovietică Socialistă Azerbaidjană – d. 19 noiembrie 1975, Moscova, RSFS Rusă, URSS) a fost un astrofizician sovietic de origine evreiască.

## Biografie
Este fiul lui Boris Pikelner. A absolvit Facultatea de Mecanică și Matematică a Universității din Moscova (1942). În anul 1945 a susținut disertația de doctor, iar ulterior și pe cea de doctor habilitat cu o teză privind comportamentul fizic al gazului interstelar. În anul 1964 a devenit profesor la catedra de astrofizică a Facultății de Fizică a Universității din Moscova. Între  anii 1964 și 1967 a fost președinte al Comisiei Uniunii astronomice Internaționale pentru mediul interstelar. A fost membru al colegiului de redacție a revistei Astronomiceskii Jurnal.

## Activitatea științifică
Lucrările principale se referă la electrodinamica cosmică, fizica mediului interstelar, atmosferele stelare, Soare, cosmogonie.

## Publicații principale
- Fizica mediului interstelar, 1959
- Mediul interstelar, 1963 (în rusă, trad., în colaborare cu S.A. Kaplan), reeditată în anul 1977
- Bazele electrodinamicii cosmice, Ed. Nauka, Moscova, 1966
- Fizica plasmei atmosferei stelare, Ed. Nauka, Moscova, 254 p. (în colab. cu S.A. Kaplan, V.N. Țîtovici)

## Distincții și onoruri
- În anul  1971 a fost primit în Societatea astronomică regală din Londra.
- Un asteroid din centura principală îi poartă numele.